# Rhagoletis berberidis
Rhagoletis berberidis
 es una especie de insecto del género Rhagoletis de la familia Tephritidae del orden Diptera. 
Jermy la describió científicamente por primera vez en el año 1961.